# Chemin de fer à crémaillère de La Turbie à Monte-Carlo
Le chemin de fer à crémaillère de Monte-Carlo à La Turbie  se composait d'une ligne de chemin de fer à voie métrique d'intérêt local, ouverte le 10 février 1894, qui desservait la ville de La Turbie et la reliait à Monaco. Elle fut fermée en 1932 au service à la suite d'un grave accident.

## Histoire

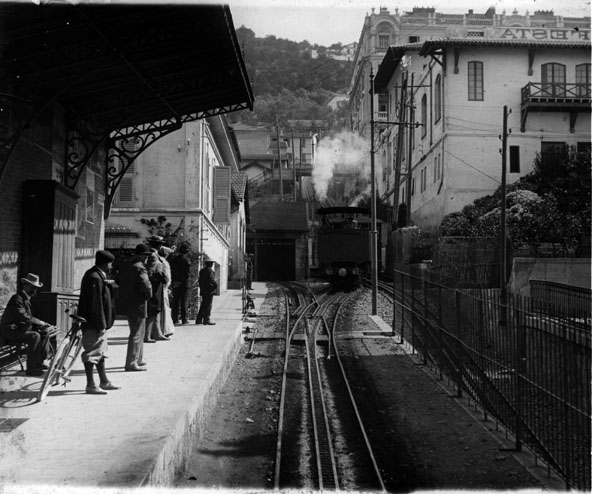
On distingue à droite la connexion avec le tramway du Riviera Palace, en gare de Monte-Carlo.

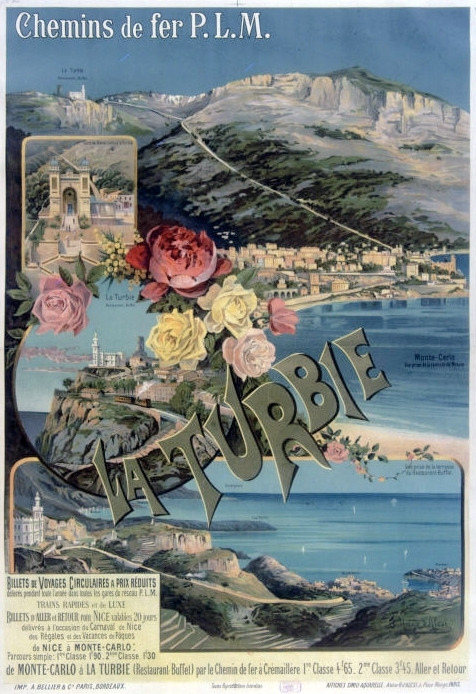
Affiche du PLM sur le chemin de fer de la Turbie.

L'essor touristique dans la seconde moitié du XIXe siècle n'est pas encore une grande activité mais la pression commence à se faire sentir. Les habitants sont principalement ruraux et les liaisons sont quasiment inexistantes entre la France et Monaco. L'unique voie impériale existante, la route impériale no 7 de Menton à Paris, est principalement empruntée par des diligences. La commune de La Turbie est enclavée entre les frontières de la France et de Monaco, et fière de posséder le Trophée d'Auguste. Cependant à cette époque, pour faire ce trajet, il fallait se rendre à Roquebrune puis emprunter la voie romaine qui longe la mer. Tandis que Monaco profite de sa nouvelle gare ferroviaire sur la ligne du PLM, les touristes commencent à arriver et profiter des casinos.
En 1869, un jeune ingénieur, Amédée Brousseau entreprend un projet de liaison ferroviaire à crémaillère entre ces communes. Après plusieurs années en quête d'un financement, il finit par faire subventionner ce projet. Eugène Hubert, un banquier, le valide en 1870 et demande à l'ingénieur de proposer un projet solide.
En 1882, un premier projet est déposé en vue de relier La Turbie à Monaco 470 m plus bas. Son tracé est constitué d'un viaduc de 60 m, d'un tunnel de 100 m et de trois stations (La Turbie, Le Cros et Moneghetti). Ce projet, soumis au conseil municipal de La Turbie du 22 décembre 1882, est approuvé sur le principe. Il est donc soumis aux habitants et une enquête publique s'ensuit à partir du 11 avril 1883. Le projet est plébiscité. Le 16 juillet 1883, la concession est confiée à la « Compagnie du Chemin de Fer à crémaillère d'intérêt local de Moneghetti-Monte Carlo à la Haute-Turbie », société créée à l'occasion.
L'avancement est stoppé quelques mois plus tard par les autorités militaires qui s'opposent à l'établissement d'une ligne ferroviaire sur la rive gauche du vallon de Sainte-Dévote et proposent un tracé sur la rive droite. Le 30 juillet 1884, le nouveau projet est approuvé avec un tracé sur la rive droite du vallon et concédé le 17 août 1885 à Messieurs Brousseau et Hubert,.
En 1886, après la faillite du banquier Hubert, le jeune ingénieur est contraint de trouver un nouveau mécène. Le 22 décembre, la « Compagnie du chemin de fer d'intérêt local à crémaillère de La Turbie » est créée et les nouveaux statuts de la société sont déposés à Bâle. Le conseil d'administration est composé du jeune ingénieur, mais aussi de riches banquiers suisses et alsaciens (dont Koechlin), mais aussi de l'ingénieur Nicolas Riggenbach. Par décret, le 17 août 1887 est substituée aux concessionnaires initiaux la Compagnie du chemin de fer d'intérêt local à crémaillère de la Turbie (Rigi d'hiver),.
Les tensions sont vives au sein de l'entreprise et finissent par provoquer le départ du principal actionnaire de la société, Amédée Brousseau. Ce départ provoque la dissolution de l'entreprise le 21 juin 1889 et empêche le démarrage des travaux. Après la création d'une nouvelle société par Charles Lornier que la commune de La Turbie rejette, les anciens actionnaires se reforment et créent la « Compagnie du chemin de fer d'intérêt local à crémaillère de La Turbie (Righi d'hiver) » . Une nouvelle enquête d'utilité publique est lancée en 1891 et la commission d'enquête se réunit le 24 décembre, en préfecture afin d'entendre les observations. La nouvelle société charge un ingénieur suisse, M. Stockalper, originaire de Viège, d'étudier un tracé pour une ligne à voie métrique et à crémaillère selon le système Riggenbach. L'étude est finalisée en 1892 ; elle prévoit une vitesse limite de 7 km/h pour une masse maximale de 30 tonnes. En outre, la locomotive poussera les wagons sans être jamais attelée.
Le 4 janvier 1893, la ligne est déclarée d'utilité publique et les travaux débutent enfin. En juillet, la compagnie demande un prolongement à toutes les autorités civiles et militaires jusqu'au lieu-dit Lou Camp.
Le 10 février 1894, à 7 heures du matin, la ligne est ouverte aux premiers voyageurs. Le trafic va croître régulièrement jusqu'en 1920,,,. Plusieurs projets d'électrification de la ligne sont envisagés en 1926 puis 1929,.
Le 8 mars 1932, un accident provoque l'arrêt définitif de l'exploitation de la ligne : le premier train de La Turbie à Monaco s'est encastré dans la gare en faisant deux morts et plusieurs blessés.

### Accident du 8 mars 1932

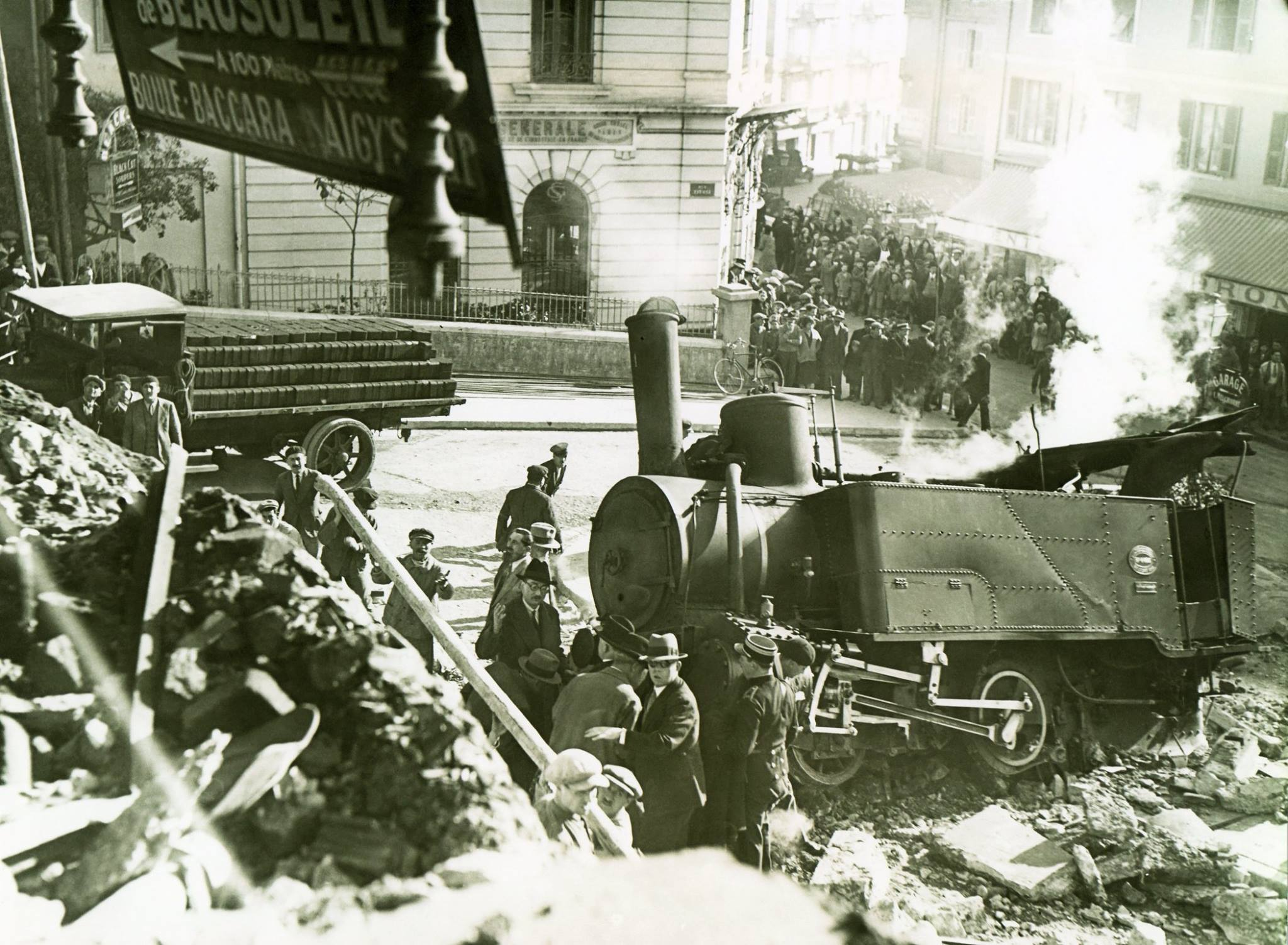
Photo de l'accident du 8 3 1932 montrant la locomotive ayant déraillé sur la place de la gare (à proximité de la frontière avec Monaco)

Le 8 mars 1932, le premier train du matin part de Monaco à 8 heures avec dans l'ordre de marche : le fourgon à voyageurs et la locomotive no 1. Alors que le train venait de parcourir 200 mètres, la vitesse ralentit. C'est alors que le convoi en pleine côte repart en arrière pour atteindre la vitesse de 80 km/h. Le conducteur, alors en queue du convoi, est éjecté tandis qu'il manœuvrait le frein de secours de la voiture. Le mécanicien, François Tansini, se retrouve donc seul pour arrêter ce convoi à la dérive. Il tentera de manœuvrer les freins de la voiture et de la locomotive jusqu'à la fin. Un passager saute en route, un second décède d'un traumatisme crânien. Les trois derniers, coincés dans la voiture qui finira par dérailler sur le heurtoir de la gare de Monte-Carlo, seront saufs avec quelques blessures. Le mécanicien décédera aux manettes de la locomotive déraillée et échouée dans le mur de la gare.
Les blessés seront rapidement pris en charge par les pompiers de la principauté. Le trafic sera interrompu toute la journée et ne reprendra plus jamais.
L'enquête révélera qu'un pignon de maintien de la roue dentée du mécanisme de crémaillère de la locomotive s'était rompu et pourrait être la cause principale de cet accident.

## Tracé et stations

### Tracé de 1885
Le premier tracé prévoyait un départ à Beausoleil devant se faire sur le plateau du Carnier. Il traverse le lieu-dit de la Bordina, longe la rive gauche du ravin, et se termine à 250 m à l'est du village de La Turbie,,,,.

### Tracé de 1893
Le tracé final, qui aboutira à la construction, reprenait celui de 1885. Il nécessitait en outre la création d'une halte d'évitement au lieu-dit La Bordina ,.

## Exploitation

### Matériel roulant
Le matériel de la société est composé des véhicules suivants :
- quatre locomotives à vapeur 020T dont la caractéristique principale était leur conception qui contrait la pente ;
- cinq voitures à voyageurs de 60 places à 2 classes ;
- deux wagons à marchandises à plateforme.

Tous ces matériels sont fabriqués à Belfort par la Société alsacienne de constructions mécaniques (SACM) et livrés en décembre 1893.

## Vestiges
Entre la gare de La Turbie et la route de la Moyenne Corniche, l'assiette de la ligne, y compris les ponts et viaducs, existe toujours et a été convertie en voie carrossable, le Chemin de la Crémaillère. Entre la route de la Moyenne Corniche et le bas de la montée de la Crémaillère, le tracé de la ligne est toujours visible et a été en partie intégré au réseau routier et pédestre. Certains terrains ont été revendus ou ont été aplanis. Le raccordement vers le Riviera Palace est en grande partie parcourable en tant que route ou escaliers. Une caserne de pompiers a pris place sur le site de la gare de La Turbie ; les murs de soutènement de la plate-forme sont conservés.